# Ciełuchowo
Ciełuchowo – wieś w Polsce położona w województwie kujawsko-pomorskim, w powiecie lipnowskim, w gminie Kikół.

## Podział administracyjny
W latach 1975–1998 miejscowość administracyjnie należała do województwa włocławskiego.
Do 31 grudnia 2024 integralnymi częściami wsi były: Kołatek i Ksawery Ciełuchowskie

## Demografia
Według Narodowego Spisu Powszechnego (III 2011 r.) wieś liczyła 375 mieszkańców. Jest piątą co do wielkości miejscowością gminy Kikół.